# Фесько, Станислав Иосифович
Станисла́в Ио́сифович Фесько́ (24 сентября 1953) — советский и российский театральный художник, член СТД Российской Федерации. Заслуженный художник Российской Федерации (2005).

## Биография
Родился 24 сентября 1953 года в д. Вирков Бобруйской области (ныне упразднённой), БССР.
 Окончил Ташкентское художественное училище по специальности «художник театра».
 В период с 1980 по 1996 гг. работал художником-постановщиком Большого театра Узбекистана им. А. Навои. С 1996 года — главный художник Екатеринбургского государственного академического театра оперы и балета. С 2012 г. по настоящее время является главным художником Московского государственного академического детского музыкального театра им. Н. Сац. Кроме оперных и балетных спектаклей имеет опыт постановок в драматических и театрах оперетты, всего более ста.
 Вступил в Союз Театральных Деятелей РФ в 2008 году.
Семья: жена Елена Викторовна Фесько, двое сыновей Дмитрий и Павел.

## Творческая деятельность
Художник не ограничивает своё творчество работой только над спектаклями, его кисти принадлежат десятки картин, которые находятся в частных коллекциях в России и во многих странах мира. В разное время им написаны пейзажи, гротескные фантазии и натюрморты.

…картины можно разглядывать бесконечно. Это творчество в чистом виде, что сегодня встречается крайне редко. Станислав Фесько – успешный и востребованный автор театрального мира, а станковые произведения пишет в моменты вдохновения «для себя».
— Екатерина Хотинова, Екатеринбургская галерея современного искусства, 2010
Первая персональная выставка «Душа, наполненная музыкой» состоялась в 2008 году в Доме актёра г. Екатеринбурга. В 2010 — уже новая, в Екатеринбургской галерее современного искусства. С. Фесько — неоднократный участник выставок в России, Германии, Франции, США.

### Театральные постановки
- «Бал-маскарад» Дж. Верди
- «Богема» Дж. Пуччини[9]
- «Волшебная лампа Аладдина» А. Спадавеккиа
- «Волшебная флейта» В. Моцарта
- «Гадкий утенок» М. Броннера[10]
- «Дон-Кихот» Л. Минкуса[11]
- «Евгений Онегин» П. Чайковского
- «Казаки» Ш. Чалаева[12]
- «Князь Игорь» А. Бородина[13]
- «Красавец мужчина» Э. Фертельмейстер[14]
- «Лебединое озеро» П. Чайковского[15]
- «Любовный напиток» Г. Доницетти[16]
- «Мадам Баттерфляй» Дж. Пуччини[17]
- «Мазепа» П. Чайковского[18]
- «Мещанская свадьба» Б. Брехт[19]
- «Морозко» В. Бочарова[20]
- «Морозко» М. Красева[21]
- «На круги своя…» (вечер одноактных балетов «Дама с камелиями», «Отражения», «Жертвоприношение» и «Болеро»)[22]
- «Ночь перед Рождеством» Н. Римского-Корсакова[23]
- «Приключения Людвига и Тутты» В. Рывкина[24]
- «Риголетто» Дж. Верди[25]
- «Ромео и Джульетта» С. Прокофьева
- «Русалочка» А. Дворжака[26]
- «Севильский цирюльник» Дж. Россини[27]
- «Теремок» А. Кулыгина[28]
- «Травиата» Дж. Верди
- «Тысяча и одна ночь» Ф. Амирова[29]
- «Царская невеста» Н. Римского-Корсакова[30]

## Награды
- 1999 — премия губернатора Свердловской области за выдающиеся достижения в области литературы и искусства (опера «Мазепа» П. Чайковского)[31]
- 2001 — лауреат областного конкурса и фестиваля «Браво!»-2000 — «Лучшая работа художника» за спектакль «Русалочка» А. Дворжака
- В 2005 — звание «Заслуженный художник Российской Федерации»[32]